# Bibliothek des UNESCO Institute for Lifelong Learning
Die Spezialbibliothek des UNESCO-Instituts für Lebenslanges Lernen (offizieller Name: UNESCO Institute for Lifelong Learning) in Hamburg besitzt weltweit eine der umfangreichsten Sammlungen auf den Gebieten Lebenslanges Lernen, Alphabetisierung, Erwachsenenbildung und außerschulischer Bildungsarbeit.

## Geschichte

### Gründung
Die Bibliothek wurde 1952 im Zuge der Institutsgründung eingerichtet. Ihr Zweck bestand von Beginn an in der Unterstützung der Ziele und Forschungstätigkeiten des Instituts.

### Veränderung der Sammelgebiete
Die Sammelgebiete der Bibliothek für Lebenslanges Lernen veränderten sich im Laufe der Jahre mit dem Wandel der Forschungsthemen des Instituts.    
In den 1950er Jahren wurde, durch den Aufruf von Maria Montessori, die frühkindliche Förderung eines der ersten Sammelgebiete der UNESCO-Bibliothek Hamburg. Es folgten Themengebiete der Erwachsenenbildung und Schulerziehung, um auf die Deutschen und vor allem auf die deutsche Jugend einwirken zu können und ihnen somit das Zusammenleben im internationalen Kontext zu erleichtern.
In den 1960er Jahren wandte sich die Bibliothek dem Sammelschwerpunkt der internationalen Bildungsforschung in Entwicklungsländern zu, welcher im Laufe der Jahre immer mehr an Bedeutung gewann. 
In den 1970er Jahren wurde das UNESCO-Institut mit der Förderung des Lebenslangen Lernens beauftragt, welches heutzutage noch einen wichtigen Schwerpunkt des Bibliotheksbestandes darstellt.
In den 1980er Jahren wurde der Themenbereich der Bildung durch den Bereich der Alphabetisierung erweitert. Im selben Zuge begann die Sammlung des Sondersammelgebietes der internationalen Lernmaterialien aus den Bereichen der Alphabetisierung und der außerschulischen Bildung, welche heute einen Umfang von über 7200 Materialien in über 160 Sprachen aus ca. 120 Ländern hat. 
In den 1990er Jahren wurden Themen, wie Lebenslanges Lernen und formale und non-formale Bildung ein weiterer wichtiger Bereich für die Bibliothek. Die Dokumente z. B. zu den Rechten der Frauen auf Bildung wurden als ein immer wieder aktuelles Thema in den Bibliotheksbestand aufgenommen.
Gegenwärtig sind folgende Themenbereiche die Sammelschwerpunkte der Bibliothek:
- - Lebenslanges Lernen
  - Alphabetisierung
  - Erwachsenenbildung
  - außerschulische Bildungsarbeit
  - internationale Lernmaterialien der Alphabetisierung (Sondersammelgebiet)

## Bestand und Dienstleistungen

### Medienbestand
- 503.000 Medieneinheiten (Gesamtbestand)
- 80 laufende, internationale Zeitschriften
- 7800 Medien des Sondersammelgebietes

### Sondersammelgebiet
Der Bestand des Sondersammelgebiets umfasst mehr als 7200 internationale Lernmaterialien der Alphabetisierung aus 120 Ländern in 160 Sprachen. Die Medien der Lernmittelsammlung sind mit Hilfe eines Spezialkataloges online recherchierbar.

### Kataloge und Datenbanken
- Online-Katalog – Recherche im Bestand der Bibliothek des UNESCO-Instituts für Lebenslanges Lernen, Hamburg
- Spezial-Katalog – Recherche in der Lernmittelsammlung der Bibliothek des UNESCO-Instituts für Lebenslanges Lernen.

### Allgemeine Serviceleistungen
- Bibliotheksführungen
- Hilfestellung bei der Literatursuche und -auswahl
- individuelle Beratung
- Zusammenstellung von Bibliographien / Neuerwerbungslisten
- Ausleihe innerhalb Hamburgs
- Informationsstelle über die Vereinten Nationen und ihre Unterorganisationen
- sechs Arbeitsplätze
- öffentlicher Internet-Arbeitsplatz mit Textverarbeitungsprogrammen und Druckmöglichkeiten

### Netzwerke
Das Dokumentationszentrum der Bibliothek des UNESCO Institute for Lifelong Learning  koordiniert ein Netzwerk, Adult LeArning Documentation and Information Network, dem weltweit 100 Dokumentationszentren der Erwachsenenbildung angehören.